# Владиславівська сільська рада (Кіровський район)
Владисла́вівська сільська́ ра́да — адміністративно-територіальна одиниця та орган місцевого самоврядування в Кіровському районі Автономної Республіки Крим. Адміністративний центр — село Владиславівка.

## Загальні відомості
- Населення ради: 3 527 осіб (станом на 2001 рік)

## Населені пункти
Сільській раді були підпорядковані населені пункти:
- с. Владиславівка
- с-ще Вузлове

## Склад ради
Рада складалася з 20 депутатів та голови.
- Голова ради: Голишев Данило Володимирович

### Керівний склад попередніх скликань
| Прізвище, ім'я, по батькові  | Основні відомості                                                         | Дата обрання | Дата звільнення |
| ---------------------------- | ------------------------------------------------------------------------- | ------------ | --------------- |
| Лукьяненко Надія Савельєвна  | Сільський голова, 1948 року народження, позапартійна                      | 26.03.2006   | 31.10.2010      |
| Голишев Данило Володимирович | Сільський голова, 1974 року народження, освіта вища, член Партії регіонів | 31.10.2010   |                 |

Примітка: таблиця складена за даними сайту Верховної Ради України

### Депутати
За результатами місцевих виборів 2010 року депутатами ради стали:

#### За суб'єктами висування
| Суб'єкт висування | Кількість обраних депутатів | %  |
| ----------------- | --------------------------- | -- |
| Партія регіонів   | 10                          | 50 |
| Партія «Союз»     | 5                           | 25 |
| Самовисування     | 5                           | 25 |

#### За округами
| № округу        | Прізвище, ім'я, по батькові     | Дата визнання обраним | Освіта  | Партійна приналежність | Відомості про обраного депутата                                |
| --------------- | ------------------------------- | --------------------- | ------- | ---------------------- | -------------------------------------------------------------- |
| Партія регіонів |                                 |                       |         |                        |                                                                |
| 1               | Чурсин Павло Сергійович         | 05.11.2010            | середня | позапартійний          | ФПОНП, водій                                                   |
| 2               | Надєіна Наталія Петрівна        | 05.11.2010            | середня | член Партії регіонів   | ФПОНП, оператор                                                |
| 3               | Бадіна Ніна Леонтіївна          | 05.11.2010            | середня | член Партії регіонів   | Владиславівська сільська рада, секретар                        |
| 6               | Журба Володимир Олександрович   | 05.11.2010            | середня | позапартійний          | ЗАО «Коктебель», водій                                         |
| 7               | Бадін Олександр Юрійович        | 05.11.2010            | вища    | позапартійний          | тимчасово не працює                                            |
| 11              | Власов Сергій Павлович          | 05.11.2010            | середня | позапартійний          | ГП «Феодосійський морський торговельний порт», моторист-матрос |
| 13              | Карабан Володимир Валентинович  | 05.11.2010            | вища    | позапартійний          | Джанкойська дистанція сигналізації, електрик                   |
| 15              | Ковальов Андрій Вікторович      | 05.11.2010            | середня | член Партії регіонів   | ФПОНП, помічник начальника зміни                               |
| 16              | Рибін Анатолій Васильович       | 16.11.2010            | середня | позапартійний          | пенсіонер                                                      |
| 20              | Кордуняну Олена Василівна       | 05.11.2010            | вища    | член Партії регіонів   | тимчасово не працює                                            |
| Партія «Союз»   |                                 |                       |         |                        |                                                                |
| 4               | Педченко Людмила Іванівна       | 05.11.2010            | середня | член Партії «Союз»     | пенсіонер                                                      |
| 8               | Цапенко Андрій Іванович         | 05.11.2010            | середня | член Партії «Союз»     | ВАТ «Крименерго» ФВРЕС, охоронник                              |
| 9               | Педченко Тетяна Миколаївна      | 05.11.2010            | середня | член Партії «Союз»     | ст. «Владиславівка», касир                                     |
| 12              | Третяк Наталія Юріївна          | 05.11.2010            | середня | член Партії «Союз»     | ОАО «Феодосійський ХПП», робоча                                |
| 14              | Петрощенко Олексій Федотович    | 05.11.2010            | середня | член Партії «Союз»     | ГП «Феодосійський морський торговельний порт», електромонтер   |
| Самовисування   |                                 |                       |         |                        |                                                                |
| 5               | Сидоров Анатолій Олександрович  | 05.11.2010            | середня | позапартійний          | Владиславівська сільська рада, пожежник                        |
| 10              | Турило Зейнеб Закір-Гизи        | 05.11.2010            | середня | позапартійна           | дитячий садок «Соколятко», музичний робітник                   |
| 17              | Алієва Людмила Вікторівна       | 05.11.2010            | середня | позапартійна           | міська лікарня № 1 м. Феодосія, медичний робітник              |
| 18              | Морякова Світлана Олександрівна | 30.07.2012            | вища    | позапартійна           | виконком Владиславівської сільської ради, касир-машиніст       |
| 19              | Амітов Ібраім Мустафаєвич       | 05.11.2010            | середня | позапартійний          | ВСП «Джанкойське вагонне депо», вагонник                       |